# Vathý (ort i Grekland, Attika)
Vathý (Vathy) är en ort i Grekland.   Den ligger i prefekturen Nomós Piraiós och regionen Attika, i den sydöstra delen av landet, 50 km sydväst om huvudstaden Aten. Vathý ligger 15 meter över havet och antalet invånare är 129.
Terrängen runt Vathý är kuperad. Havet är nära Vathý västerut. Runt Vathý är det ganska glesbefolkat, med 38 invånare per kvadratkilometer. Närmaste större samhälle är Aegina, 18,7 km norr om Vathý. 